# 七美郡
- 令制国一覧 > 山陰道 > 但馬国 > 七美郡
- 日本 > 近畿地方 > 兵庫県 > 七美郡

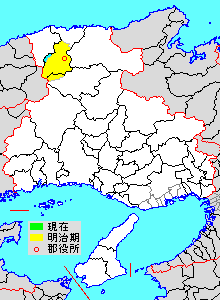
兵庫県七美郡の位置（水色：後に他郡から編入した区域）

七美郡（しつみぐん）は兵庫県（但馬国）にあった郡。

## 郡域
1879年（明治12年）に行政区画として発足した当時の郡域は、下記の区域にあたる。
- 養父市の一部（葛畑・別宮・小路頃・川原場・外野・草出・梨ケ原・丹戸・奈良尾・福定・大久保）
- 美方郡香美町の一部（小代区各町および村岡区柤岡を除く村岡区各町）

## 歴史

### 古代

#### 式内社
『延喜式』神名帳に記される郡内の式内社。
| 神名帳                    | 神名帳   | 神名帳 | 神名帳 | 比定社         | 比定社                       | 比定社 | 集成 |
| 社名                      | 読み     | 格     | 付記   | 社名           | 所在地                       | 備考   | 集成 |
| ------------------------- | -------- | ------ | ------ | -------------- | ---------------------------- | ------ | ---- |
| 七美郡 10座（並小）       |          |        |        |                |                              |        |      |
| 多他神社                  | タタノ   | 小     |        | 多他神社       | 兵庫県美方郡香美町小代区忠宮 |        |      |
| 小代神社 二座             | ヲシロノ | 小     |        | 小代神社       | 兵庫県美方郡香美町小代区秋岡 |        |      |
| 志都美神社 二座           | シツミノ | 小     |        | 合祀：黒野神社 | 兵庫県美方郡香美町村岡区村岡 |        |      |
| 伊曽布神社 （伊曾布神社） | イソフノ | 小     |        | 伊曽布神社     | 兵庫県美方郡香美町村岡区味取 |        |      |
| 等余神社                  | トヨノ   | 小     |        | 等余神社       | 兵庫県美方郡香美町村岡区市原 |        |      |
| 高坂神社                  | タカサカ | 小     |        | 高坂神社       | 兵庫県美方郡香美町村岡区高坂 |        |      |
| 黒野神社                  | クロノノ | 小     |        | 黒野神社       | 兵庫県美方郡香美町村岡区村岡 |        |      |
| 春木神社                  | ハルキノ | 小     |        | 春来神社       | 兵庫県美方郡新温泉町春来     |        |      |
| 凡例を表示                |          |        |        |                |                              |        |      |

### 近世以降の沿革
- 明治初年時点で、全域が交代寄合山名氏領であった。「旧高旧領取調帳データベース」に記載されている村は以下の通り[1]。（1町69村）

大久保村、奈良尾村、福定村、丹戸村、外野村、草出村、梨ヶ原村、川原場村、小路比村、葛畑村、別宮村、大野村、八井谷村、福岡村、黒田村、宿村、日影村、作山村、森脇村、和地村、池平村、高坂村、口大谷村、中大谷村、大篠村、市原村、燿山村、高井村、寺河内村、大糠村、福西村、村岡町、鹿田村、用野村、相田村、神坂村、萩山村、板仕野村、長板村、熊波村、丸味村、和田村、入江村、川会村、高津村、長須村、味取村、原村、長瀬村、山田村、境村、新屋村、秋岡村、東垣村、鍛冶屋村、佐坊村、茅野村、貫田村、忠宮村、久須部村、石寺村、平野村、実山村、野間谷村、大谷村、城山村、神水村、神場村、水間村、広井村

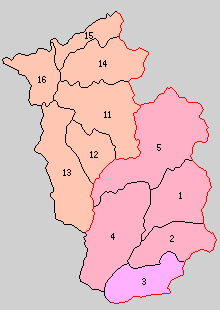
1.一二分村 2.兎塚村 3.熊次村 4.小代村 5.射添村（桃：養父市 赤：美方郡香美町 11 - 16は二方郡）

- 慶応4年6月20日（1868年8月8日） - 交代寄合山名氏が立藩して村岡藩となる。
- 明治4年
  - 7月14日（1871年8月29日） - 廃藩置県により村岡県の管轄となる。
  - 11月2日（1871年12月13日） - 第1次府県統合により豊岡県の管轄となる。
- 明治9年（1876年）8月21日 - 第1次府県統合により兵庫県の管轄となる。
- 明治12年（1879年）1月8日 - 郡区町村編制法の兵庫県での施行により、行政区画としての七美郡が発足。「七美二方郡役所」が村岡町に設置され、二方郡とともに管轄。
- 明治16年（1883年） - 福西村が村岡町に合併。（1町68村）
- 明治22年（1889年） - 町村制の施行により、以下の各村が発足。特記以外は全域が現・香美町。（5村）
  - 一二分村 ← 村岡町、鹿田村、用野村、相田村、神坂村、萩山村、板仕野村、大糠村、高井村、寺河内村、耀山村、市原村
  - 兎塚村 ← 作山村、日影村、宿村、黒田村、福岡村、八井谷村、森脇村、和地村、池平村、高坂村、口大谷村、中大谷村、大篠村
  - 熊次村 ← 大野村、葛畑村、別宮村、小路比村、川原場村、外野村、草出村、梨ヶ原村、丹戸村、奈良尾村、福定村、大久保村（現・養父市）
  - 小代村 ← 野間谷村、実山村、平野村、茅野村、新屋村、秋岡村、東垣村、佐坊村、鍛冶屋村、貫田村、忠宮村、大谷村、久須部村、城山村、神水村、水間村、神場村、広井村、石寺村
  - 射添村 ← 長板村、熊波村、和田村、入江村、川会村、丸味村、原村、長瀬村、高津村、長須村、味取村、山田村、境村、二方郡柤岡村
- 明治24年（1891年）6月10日 - 一二分村が町制施行・改称して村岡町となる。 （1町4村）
- 明治29年（1896年）4月1日
  - 熊次村の一部（大野）が兎塚村に編入。
  - 郡制の施行のため、「七美二方郡役所」の管轄区域をもって美方郡が発足。同日七美郡廃止。

## 行政
七美・二方郡長
| 代 | 氏名 | 就任年月日               | 退任年月日                | 備考                           |
| -- | ---- | ------------------------ | ------------------------- | ------------------------------ |
| 1  |      | 明治12年（1879年）1月8日 |                           |                                |
|    |      |                          | 明治29年（1896年）3月31日 | 二方郡との合併により七美郡廃止 |